# Liste des représentants permanents de la France auprès de l'OACI

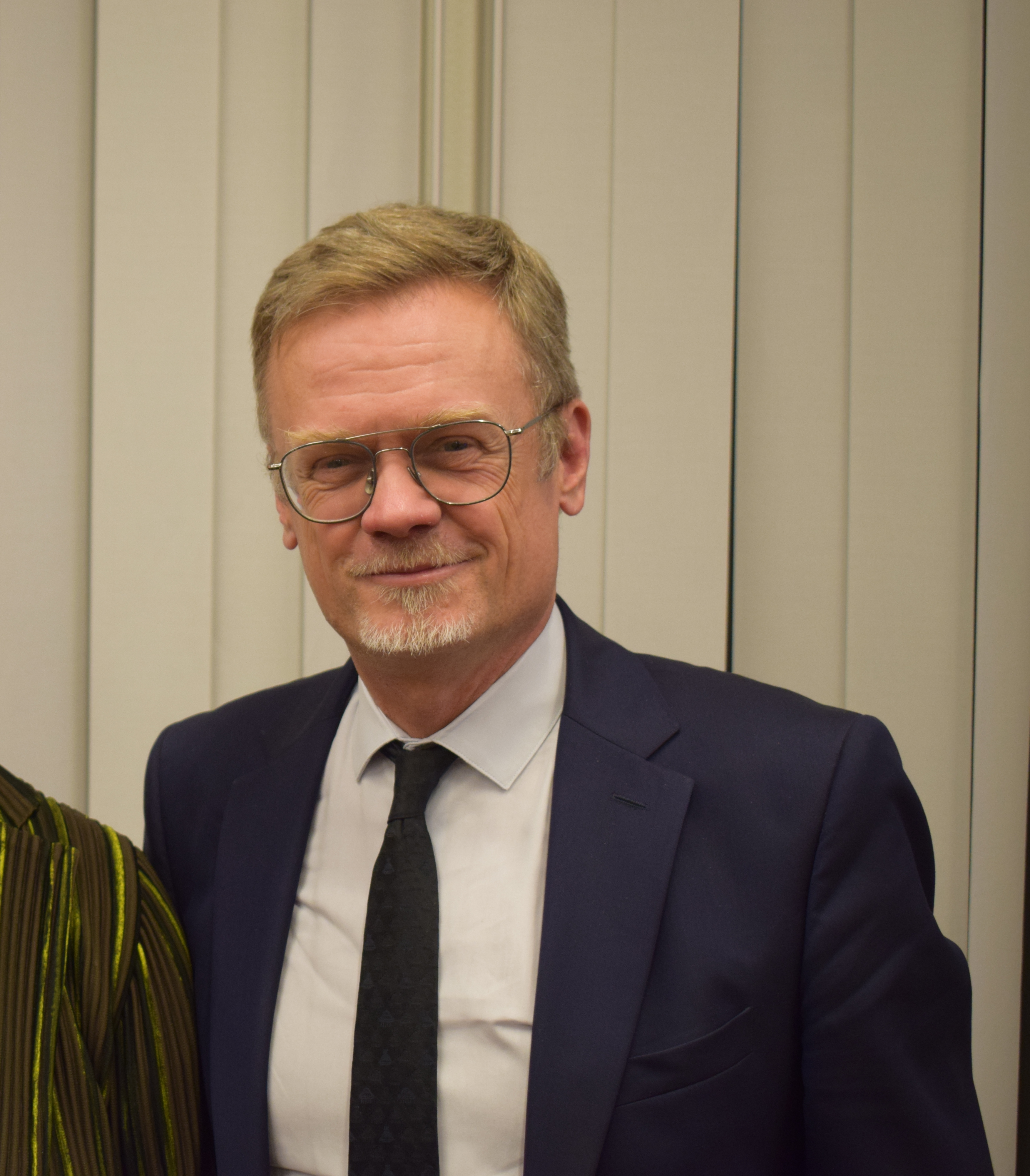
Laurent Pic est le représentant permanent de la France auprès de l'OACI entre 2020 et 2024.

Cet article recense, par ordre chronologique, les diplomates français qui ont occupé le poste d'ambassadeur, représentant permanent de la France auprès de l'Organisation de l'aviation civile internationale (OACI) à Montréal.
La représentation permanente est située 999 boulevard Robert-Bourassa à Montréal.
| Ambassadeur                 | Décret de nomination | Décret de nomination |
| --------------------------- | -------------------- | -------------------- |
| Jean-Max Bouchaud (d)       | 7 juin 1985          | [ 1 ]                |
| Patrick Hénault (d)         | 24 mars 1988         | [ 2 ]                |
| Xavier Fels (d)             | 17 février 1993      | [ 3 ]                |
| Michel Peissik (d)          | 19 février 1996      | [ 4 ]                |
| Jean-François Dobelle (d)   | 15 novembre 2000     | [ 5 ]                |
| Jean-Christophe Chouvet (d) | 12 juillet 2005      | [ 6 ]                |
| Michel Wachenheim           | 9 avril 2009         | [ 7 ]                |
| Olivier Caron (d)           | 25 juillet 2013      | [ 8 ]                |
| Philippe Bertoux (d)        | 16 juin 2016         | [ 9 ]                |
| Laurent Pic                 | 29 juillet 2020      | [ 10 ]               |
| Florence Cormon-Veyssière   | 26 juin 2024         | [ 11 ]               |